# 2298 Cindijon
2298 Cindijon је астероид главног астероидног појаса са средњом удаљеношћу од Сунца која износи 2,406 астрономских јединица (АЈ).
Апсолутна магнитуда астероида је 12,9.